# Belagerung von Pavia (773–774)
Die Belagerung von Pavia, der Hauptstadt des Langobardenreichs, durch das fränkische Heer Karls des Großen fand von Herbst 773 bis Juni 774 im Verlauf des Langobardenfeldzuges statt. Sie dauerte neun Monate und endete am 4. Juni 774 mit der Einnahme der Stadt durch die Franken.
Mit dieser Niederlage und der späteren Einnahme Bergamos endete die Geschichte des Langobardenreichs als unabhängiger Staat. Karl der Große nahm am Tag nach der Eroberung, am 5. Juni 774 den Titel „König der Langobarden“ an. Seinen besiegten Gegner und Schwiegervater Desiderius verbannte er in das fränkische Kloster Corbie.